# Segnavia (Heidegger)
Segnavia (Wegmarken) è una raccolta del 1967 del filosofo tedesco Martin Heidegger di testi usciti precedentemente in forma separata su rivista; pubblicato in italiano per la prima volta nel 1987 con la curatela di Franco Volpi per la casa editrice Adelphi. Il titolo si riferisce all'indicazione dei sentieri montani (vedi segnavia).